# Psychotria fitzalanii
Psychotria fitzalanii är en måreväxtart som beskrevs av George Bentham. Psychotria fitzalanii ingår i släktet Psychotria och familjen måreväxter. Inga underarter finns listade i Catalogue of Life.